# Prognósticos da ONU sobre desenvolvimento humano
As projeções sugerem um possível futuro para a progressão do IDH, mas não são concebidas para serem previsíveis, uma vez que as alterações uma vez que os países podem ter condições e políticas transformadas com o tempo. Além disso, acontecimentos não previstos, como guerras, sanções econômicas, epidemias e as calamidades ambientais podem impactar negativamente o IDH, enquanto outros, como a cura para doenças prevalentes como a malária e a AIDS, a finalização de conflitos e os investimentos em educação, podem ter um impacto positivo no IDH de um país. Sendo assim as projeções devem ser interpretadas como o que pode ocorrer com base em uma experiência global de crescimento do desenvolvimento humano, não uma sugestão normativa sobre o que ocorrerá.

## Conceito
Em Setembro de 2010, a Organização das Nações Unidas elaboraram um prognóstico baseado em um cruzamento de dados de quatro grupos de países divididos pelos seguintes critérios:
1. Índice de desenvolvimento humano de 1970-2005[3].
2. Região e sub-região geográfica de cada país[3].
3. Países menos desenvolvidos[3].
4. Propensão à malária conforme determinado pela Organização Mundial da Saúde[3].

## Abordagem de grupos
Todos os países foram ordenados de muito alto à baixo desenvolvimento humano. Em primeiro lugar foi criado o grupo de países historicamente muito desenvolvidos (Grupo 4), que desfrutam de elevado desenvolvimento humano à longo prazo. Os países incluídos neste grupo deveriam ter o IDH de 1970 de pelo menos 0.800 e seu IDH de 2005 deveria ter excedido os 0.930. Vinte países foram selecionados para este grupo. Na outra extremidade (Grupo 1), foram incluídos os países que em 2005, tinham um IDH inferior a 0.600. Majoritariamente países da África e do Sudeste asiático entraram nesta categoria. Os países restantes (Grupo 2 e 3) inicialmente foram divididos em baseados em sua sub-região geográfica a partir do IDH de 2005. Acima de 0.860 os países ficaram no Grupo 3 e abaixo no Grupo 2. Mas em muitos casos, o IDH de cada país dentro de sua sub-região era muito diverso para serem colocados todos em um mesmo grupo, portanto, as variáveis de menos desenvolvidos e países com mais casos de malária foi utilizado para subdividir as sub-regiões. Geralmente os países menos desenvolvidos têm mais propensão à malária.
Depois de determinados as variáveis, os grupos de países foram divididos da seguinte forma:
| Grupo 1                        | Grupo 2              | Grupo 3                | Grupo 4        |
| ------------------------------ | -------------------- | ---------------------- | -------------- |
| Bangladesh                     | Argélia              | Argentina              | Austrália      |
| Benim                          | Belize               | Bulgária               | Áustria        |
| Burquina Fasso                 | Bolívia              | Bahamas                | Bélgica        |
| Burundi                        | Botswana             | Barbados               | Canadá         |
| Camboja                        | Brasil               | Brunei                 | Dinamarca      |
| República do Congo             | China                | Chile                  | Finlândia      |
| Costa do Marfim                | Colômbia             | Costa Rica             | França         |
| República Democrática do Congo | República Dominicana | Chipre                 | Islândia       |
| Etiópia                        | Egito                | Grécia                 | Irlanda        |
| Gana                           | El Salvador          | Hong Kong              | Japão          |
| Índia                          | Fiji                 | Hungria                | Luxemburgo     |
| Quênia                         | Guatemala            | Israel                 | Países Baixos  |
| Laos                           | Guiana               | Jamaica                | Nova Zelândia  |
| Lesoto                         | Honduras             | Coreia do Sul          | Noruega        |
| Libéria                        | Indonésia            | Kuwait                 | Espanha        |
| Malásia                        | Irão                 | Líbano                 | Suécia         |
| Madagáscar                     | Jordânia             | México                 | Suíça          |
| Malawi                         | Ilhas Maurícias      | Panamá                 | Reino Unido    |
| Malásia                        | Mongólia             | Polónia                | Estados Unidos |
| Moçambique                     | Marrocos             | Catar                  |                |
| Nepal                          | Nicarágua            | Roménia                |                |
| Níger                          | Paraguai             | União Soviética        |                |
| Nigéria                        | Peru                 | Tonga                  |                |
| Ruanda                         | Filipinas            | Trinidad e Tobago      |                |
| Senegal                        | Samoa                | Emirados Árabes Unidos |                |
| Sudão                          | África do Sul        | Uruguai                |                |
| Essuatíni                      | Tailândia            |                        |                |
| Tanzânia                       | Turquia              |                        |                |
| Togo                           | Tunísia              |                        |                |
| Uganda                         | Vietname             |                        |                |
| Zâmbia                         |                      |                        |                |

De acordo com os critérios descritos, a Organização das Nações Unidas divulgou as seguintes projeções para os países mais relevantes de cada grupo:
| País                   | IDH 2020 | IDH 2025 | IDH 2030 | Variação |
| ---------------------- | -------- | -------- | -------- | -------- |
| Japão                  | 0.980    | 0.990    | 0.998    | 0.018    |
| Austrália              | 0.988    | 0.991    | 0.995    | 0.007    |
| França                 | 0.980    | 0.988    | 0.993    | 0.013    |
| Espanha                | 0.971    | 0.980    | 0.991    | 0.020    |
| Canadá                 | 0.983    | 0.986    | 0.989    | 0.006    |
| Noruega                | 0.982    | 0.986    | 0.989    | 0.007    |
| Nova Zelândia          | 0.968    | 0.979    | 0.988    | 0.020    |
| Irlanda                | 0.978    | 0.981    | 0.984    | 0.006    |
| Israel                 | 0.961    | 0.973    | 0.984    | 0.013    |
| Itália                 | 0.970    | 0.976    | 0.984    | 0.014    |
| Coreia do Sul          | 0.972    | 0.978    | 0.981    | 0.009    |
| Países Baixos          | 0.975    | 0.978    | 0.980    | 0.005    |
| Grécia                 | 0.964    | 0.973    | 0.980    | 0.016    |
| Suíça                  | 0.972    | 0.976    | 0.979    | 0.007    |
| Eslovênia              | 0.963    | 0.974    | 0.977    | 0.014    |
| Dinamarca              | 0.969    | 0.974    | 0.977    | 0.008    |
| Áustria                | 0.969    | 0.973    | 0.976    | 0.007    |
| Finlândia              | 0.971    | 0.975    | 0.976    | 0.005    |
| Estados Unidos         | 0.966    | 0.969    | 0.973    | 0.007    |
| Reino Unido            | 0.957    | 0.964    | 0.972    | 0.015    |
| Alemanha               | 0.958    | 0.964    | 0.966    | 0.008    |
| Singapura              | 0.957    | 0.960    | 0.963    | 0.006    |
| Chipre                 | 0.931    | 0.945    | 0.959    | 0.028    |
| Croácia                | 0.927    | 0.943    | 0.956    | 0.029    |
| Eslováquia             | 0.927    | 0.942    | 0.956    | 0.029    |
| Hong Kong              | 0.951    | 0.953    | 0.956    | 0.005    |
| Estónia                | 0.920    | 0.937    | 0.953    | 0.033    |
| Chile                  | 0.919    | 0.935    | 0.948    | 0.029    |
| Hungria                | 0.918    | 0.932    | 0.946    | 0.028    |
| Polónia                | 0.916    | 0.929    | 0.943    | 0.027    |
| Catar                  | 0.927    | 0.934    | 0.941    | 0.014    |
| Cuba                   | 0.914    | 0.926    | 0.939    | 0.025    |
| Letônia                | 0.903    | 0.920    | 0.936    | 0.033    |
| Emirados Árabes Unidos | 0.920    | 0.927    | 0.934    | 0.014    |
| Lituânia               | 0.905    | 0.920    | 0.934    | 0.029    |
| Portugal               | 0.919    | 0.927    | 0.933    | 0.014    |
| México                 | 0.899    | 0.912    | 0.923    | 0.024    |
| Bahamas                | 0.909    | 0.913    | 0.921    | 0.012    |
| Costa Rica             | 0.889    | 0.905    | 0.920    | 0.031    |
| Bélgica                | 0.939    | 0.930    | 0.920    | 0.019    |
| Bulgária               | 0.883    | 0.900    | 0.918    | 0.035    |
| Kuwait                 | 0.912    | 0.911    | 0.909    | 0.003    |
| Argentina              | 0.889    | 0.898    | 0.908    | 0.019    |
| Líbia                  | 0.886    | 0.896    | 0.907    | 0.021    |
| Suécia                 | 0.934    | 0.920    | 0.906    | 0.028    |
| Malásia                | 0.868    | 0.884    | 0.899    | 0.031    |
| Venezuela              | 0.877    | 0.885    | 0.895    | 0.018    |
| Sérvia                 | 0.865    | 0.878    | 0.893    | 0.028    |
| Roménia                | 0.860    | 0.875    | 0.891    | 0.031    |
| Chéquia                | 0.858    | 0.873    | 0.889    | 0.031    |
| Cazaquistão            | 0.849    | 0.866    | 0.885    | 0.036    |
| Arábia Saudita         | 0.866    | 0.874    | 0.884    | 0.018    |
| Tailândia              | 0.836    | 0.861    | 0.881    | 0.045    |
| Colômbia               | 0.851    | 0.868    | 0.880    | 0.029    |
| China                  | 0.840    | 0.859    | 0.876    | 0.036    |
| Irão                   | 0.833    | 0.855    | 0.875    | 0.042    |
| Azerbaijão             | 0.854    | 0.862    | 0.873    | 0.019    |
| Turquia                | 0.837    | 0.854    | 0.871    | 0.034    |
| Brasil                 | 0.847    | 0.858    | 0.871    | 0.024    |
| Ucrânia                | 0.831    | 0.849    | 0.865    | 0.034    |
| Argélia                | 0.813    | 0.839    | 0.864    | 0.051    |
| Peru                   | 0.840    | 0.850    | 0.862    | 0.020    |
| República Dominicana   | 0.831    | 0.845    | 0.859    | 0.028    |
| Tunísia                | 0.817    | 0.838    | 0.858    | 0.041    |
| Jordânia               | 0.821    | 0.838    | 0.853    | 0.022    |
| Indonésia              | 0.809    | 0.831    | 0.852    | 0.043    |
| El Salvador            | 0.795    | 0.822    | 0.840    | 0.045    |
| Equador                | 0.819    | 0.824    | 0.833    | 0.014    |
| Sri Lanka              | 0.806    | 0.816    | 0.829    | 0.023    |
| Filipinas              | 0.786    | 0.805    | 0.822    | 0.036    |
| Vietname               | 0.782    | 0.796    | 0.811    | 0.029    |
| Rússia                 | 0.755    | 0.768    | 0.780    | 0.005    |
| Egito                  | 0.740    | 0.757    | 0.775    | 0.035    |
| Marrocos               | 0.725    | 0.750    | 0.775    | 0.050    |
| África do Sul          | 0.724    | 0.743    | 0.764    | 0.040    |
| Índia                  | 0.703    | 0.732    | 0.762    | 0.059    |
| Angola                 | 0.634    | 0.662    | 0.689    | 0.055    |
| Quênia                 | 0.617    | 0.647    | 0.678    | 0.061    |
| Paquistão              | 0.622    | 0.648    | 0.673    | 0.051    |
| Bangladesh             | 0.604    | 0.624    | 0.644    | 0.040    |
| Nigéria                | 0.575    | 0.594    | 0.619    | 0.044    |